# Alfred Weyland
Alfred Weyland (* 26. November 1959; †  1. März 2022) war ein deutscher Fußballspieler.

## Karriere
Im Alter von sechs Jahren begann Alfred Weyland – genannt Pete – mit dem Fußballspielen. In den verschiedenen Jugendklassen spielte er bis zum Jahr 1976 zunächst für seinen Stammverein SV Veldenz. Seine größten sportlichen Erfolge feierte der 1,82 m große Manndecker schließlich beim FSV Salmrohr, für den er in den Jahren 1977 bis 1989 aktiv war.
In der Saison 1986/87 gelang dem FSV Salmrohr mit Weyland und Spielern wie Bernd Hölzenbein, Klaus Toppmöller und Edgar Schmitt als Vize-Meister der damaligen Fußball-Oberliga Südwest der Aufstieg in die 2. Bundesliga. Dort stand Weyland 32 Mal auf dem Platz und erzielte zwei Tore. Sein letztes Zweitligaspiel bestritt er am 14. Juni 1987 (FSV Salmrohr gegen Hannover 96, Endstand: 5-5). Insgesamt hat er in der Regionalliga, in der Oberliga und in der 2. Bundesliga rund 400 Spiele bestritten.
Seit dem Ende seiner aktiven Laufbahn 2001 war Weyland als Trainer tätig. Er trainierte zahlreiche Vereine auf lokaler Ebene.